# OS X El Capitan
OS X El Capitan（版本10.11）是苹果公司为个人电脑和服务器操作系统开发的OS X第12个版本。它是OS X 10.10 Yosemite的后续。「El Capitan」名稱取自美國加州優勝美地國家公園內的一塊巨岩「酋長岩」。OS X El Capitan的第一个测试版在2015年6月8日召开的WWDC 2015演讲不久后发布给开发者。OS X El Capitan是一个小更新，注重於性能、稳定性及安全性，而非大量新增功能。

## 历史
2015年6月8日，OS X El Capitan在WWDC 2015大会上被宣布。Craig Federighi上台展示了系统中大量优化和改进。一名游戏开发者应邀展示了一个使用Metal for the Mac构建的游戏。

## 功能
OS X El Capitan包含许多功能来增强OS X的设计和可用性，同时包括性能改进和安全更新。
OS X El Capitan引入了将两个窗口并排显示的支持，只需点击并按住一个窗口的全屏按钮，并拖动到屏幕的左侧或右侧。随后软件建议将相关应用显示在另一侧。这类似于Windows 10中的辅助功能。El Capitan还增加了一个全新的Mission Control，它更精简、有条理，有助于分散和组织多个桌面上的许多窗口。
El Capitan使Spotlight更好地使用上下文信息，如天气、股票、新闻和体育分数。也可以键入第一人称的请求。例如，你可以说：“展示我在2014年七月在优胜美地国家公园拍摄的照片”，Spotlight将使用该请求调出相应信息。
OS X El Capitan还增加了邮件应用的多点触摸手势支持，它允许用户通过在触控板向左滑动两个手指来删除邮件，向右滑动来标记为未读。此外，OS X知道用户查看的邮件里的信息，并在其他应用中使用。例如，在邮件应用中发出的邀请将被自动添加为日历事件。
El Capitan中的Safari允许将经常访问的网站的分頁固定到屏幕左上角。此外，El Capitan允许用户将Safari中的视频以AirPlay广播到苹果电视，无需广播整个网页。El Capitan还允许用户静音其他分頁的音频，而不必切換到其他分頁將音訊停止。
地图中添加了类似于iOS 9地图应用的公共交通路线。
El Capitan的系統預設英文字型改為San Francisco、中文字型改為蘋方（Ping Fang），同時具有正體與簡體版本。日文字型則改為Hiragino Sans。
最后，OS X El Capitan增加了Metal for the Mac，并带来许多性能、速度提升。OS X上的Metal类似于iOS上的Metal。Metal for the Mac充分利用Mac上的所有额外性能，可在游戏和专业应用实现高速的性能。OS X El Capitan的整体运行速度得到了极大改善。